# Cristián Cuevas
Cristián Alejandro Cuevas Jara (* 2. April 1995 in Rancagua) ist ein chilenischer Fußballspieler auf der Position eines linken Verteidigers und eines linken Flügels.

## Karriere

### Verein
Cuevas begann mit dem Fußballspielen in der Jugend des CD O’Higgins und gab sein Profidebüt kurz nachdem er 16 Jahre alt wurde gegen den CSD Colo-Colo im Mai 2011.
Im November 2012 wurde bekannt, dass Cristián Cuevas einige Zeit mit dem FC Chelsea verhandelte. Nachdem er den Verein überzeugt hatte, wurde ein Abkommen mit Chelsea vereinbart. Er blieb bei O’Higgins für den Rest der Saison 2012/13 und hätte regelmäßig für das erste Team des Vereins spielen sollen.
Am 23. Juli 2013 wurde der Transfer bestätigt und er wurde in die Niederlande an Vitesse Arnheim verliehen, wo er für die Reservemannschaft in der Beloften Eredivisie eingesetzt wurde. In der Winterpause der Saison 2013/14 ging er zum Zweitligisten FC Eindhoven um mehr Spielpraxis zu bekommen.
Im Juli 2014 wurde er in seine Heimat nach Chile an den CF Universidad de Chile verliehen, wo er allerdings nicht viel Spielzeit bekam und daher nach einer Saison wieder zu Chelsea zurückkehrte.
In der Saison 2015/16 wurde er an den belgischen Verein VV St. Truiden ausgeliehen. Im August 2016 wurde er erneut für eine Saison an die Belgier verliehen.
Nach der Saison 2016/17 verließ er Chelsea und wechselte zum CD Huachipato, welcher ihn im August 2017 in die Niederlande an den FC Twente Enschede verlieh. Mit Twente stieg er zu Saisonende aus der Eredivisie ab.
Im Juli 2018 wurde er an den österreichischen Bundesligisten FK Austria Wien weiterverliehen. Nach seiner Rückkehr ein Jahr später bestritt er dann auch seine ersten Partien für CD Huachipato. Im Januar 2022 wechselte der Defensivspieler zum amtierenden chilenischen Meister CD Universidad Católica. Im Juli 2022 erlitt Cuevas einen Bänderriss und fiel ein halbes Jahr aus.

### Nationalmannschaft
Cuevas nahm 2013 mit der chilenischen U-20-Auswahl an der Weltmeisterschaft teil. Er schied mit Chile im Viertelfinale gegen Ghana aus. Cuevas kam in vier der fünf Partien der Chilenen zum Einsatz.
Im April 2013 stand er gegen Brasilien erstmals im Kader der A-Nationalmannschaft. Sein Debüt für diese gab er im Juni 2018, als er in einem Testspiel gegen Polen in der 87. Minute für Nicolás Castillo eingewechselt wurde.